# Parental guidance
Parental guidance (previamente titulada Us and them Nosotros y ellos) (2012) —en español: «S.O.S.: Familia en apuros» o «Abuelos al poder»— es una película de comedia protagonizada por Billy Crystal, Bette Midler, Marisa Tomei y Tom Everett Scott y dirigida por Andy Fickman. La película fue estrenada el 25 de diciembre de 2012.

## Sinopsis
El abuelo de la vieja escuela Artie (Billy Crystal), acostumbrado a estar siempre al mando, encuentra a su par cuando él y su esposa Diane (Bette Midler), a quien le encanta complacer a los demás, aceptan cuidar a sus tres nietos cuando sus padres hiperactivos como helicópteros (Marisa Tomei, Tom Everett Scott) salen a trabajar. Pero cuando los problemas del siglo 21 chocan con los métodos de la vieja escuela de Artie y Diane de reglas estrictas, mucho amor y juegos anticuados, es aprender a ser flexible - y no mantenerse firme - lo que hace que una familia se mantenga unida.

## Argumento
Alice Simmons (Marisa Tomei) y Phill Simmons (Tom Everett Scott) son un matrimonio que tiene tres hijos: la mayor es Harper (Bailee Madison), una niña de 12 años que toca el violín, ya que sus padres la mandaron a una escuela de violinistas a los 5 años, sin que supieran que ella no deseaba aprender a tocar el violín y que la estaban presionando. El de en medio es Turner (Joshua Rush), un niño de 9 años que sufre de tartamudez, y el menor es Barker (Kyle Harrison Breitkopf), un niño de 5 años travieso con un canguro de amigo imaginario llamado Carl. Los padres son muy rectos, ya que no los dejan comer dulces, golosinas, pasteles, etc.
Por otro lado, los abuelos maternos de los niños son: Artie Decker (Billy Crystal) y Diane Decker (Bette Midler) son muy alocados. El abuelo es un anfitrión de partidos de béisbol, que recién había sido despedido. La abuela es muy activa y amante del deporte.
Para la familia Simmons le llega un momento inesperado: los papás se iban a ir de vacaciones por una semana y regresarían para la audición de Harper a la sinfónica que toca en Berlín. El problema es que no hay con quien dejar a los niños, y sólo hay una solución: dejarlos con los abuelos maternos. Al ver que no hay otra solución los llaman y llegan a la casa. Al principio los niños pensaban que era el fin del mundo, porque esos abuelos tenían un aspecto extraño y único. Al principio es difícil dejar ir a los padres ya que los niños no querían quedarse con los abuelos y que según ellos se iban a divertir.
Al principio toda la casa era un desastre ya que ellos no estaban acostumbrados a cuidar niños. Poco a poco estos se van encariñando hasta que llega el día en el que regresan los padres y Harper estaba a punto de ir a la fiesta de Cody, el niño que le gusta ya que ella nunca va a fiestas, además el abuelo termina matando accidentalmente a Carl. Finalmente los niños terminan molestos con los padres y Barker con su abuelo, como los padres terminan molestos con los abuelos. En el entierro de Carl se reconcilian ya que creen que a Carl le hubiese gustado.
El día de la audición de Harper, llegan todos juntos, pero mientras ella y su madre se van a la parte trasera del escenario a ensayar, su madre le dice que haga un alto, porque se acababa de dar cuenta de que en realidad estaba presionando a Harper como ella dijo, finalmente conversan y decide salir de la audición a pesar de su duro ensayo. Cuando se anunció su retiro y Harper y Alice estaban a punto de irse con la familia, Turner sube al escenario y comienza a narrar un partido muy importante de béisbol del 51, sin tartamudear.
La película finaliza cuando Barker se une al equipo de béisbol de su ciudad, y Harper, su mejor amiga Ashley (Madison Lintz) y Cody (Mavrick Moreno) el niño que le gusta, apoyan a Barker junto a la familia, mientras Turner y Artie narran el partido.
La película trata sobre hacer notar la fuerte y positiva influencia que surte esta pareja de abuelos en la vida cotidiana de una familia normal; que básicamente estaba sumida en un medio que limitaba su integración mediante el fomento actividades familiares simples que consolidan su comunicación. Jugar bajo la lluvia, romper las reglas, normas y hasta situaciones legales que pondrían al abuelo en la cárcel. el manejo de los malentendidos y sobre todo el trato claro, así como otros muchos valores y mensajes para padres.

## Reparto
- Billy Crystal como Artie Decker.
- Bette Midler como Diane Decker.
- Marisa Tomei com Alice Decker Simmons.
- Tom Everett Scott como Phil Simmons.
- Bailee Madison como Harper Decker Simmons.
- Joshua Rush como Turner Decker Simmons.
- Kyle Harrison Breitkopf como Barker Decker Simmons.
- Mavrick Moreno como Cody.
- Madison Lintz como Ashley.
- Karan Kendrick como una mamá de preescolar.
- Daniel-Leon Kit como un estudiante (no acreditado).
- Tony Hawk como él mismo.
- Steve Levy como él mismo.
- Axl Rose como el cantante.
- David Guetta como el DJ.

## Estreno
Parental guidance se estrenó el 25 de diciembre de 2012 en los Estados Unidos y Canadá y el 26 de diciembre de 2012 en Australia, el Reino Unido e Irlanda. Su estreno internacional abarca desde el 25 de diciembre de 2012 hasta el 11 de julio de 2013, con el primer estreno de 2013 que se dio el 3 de enero en la República Dominicana, Venezuela y Singapur.

## Respuesta de la crítica
La película ha recibido comentarios desfavorables de ciertos críticos, manteniendo un nivel de aprobación del 19% en Rotten Tomatoes, basado en 75 críticas, con el consenso que dice: «Parental guidance es dulce, pero pusilánime, una bagatela inofensiva que es blandamente predecible». A pesar de las críticas negativas, la recaudación que obtuvo la película fue mayor de lo que se esperaba.